# Széll Ákos
Dukai és szentgyörgyvölgyi Széll Ákos (Hódmezővásárhely, 1845. szeptember 14. – Buziás, 1903. június 4.) ügyvéd, közjegyző és országgyűlési képviselő, Széll Farkas jogász és Széll Lajos orvos testvére.

## Élete
Dukai és szentgyörgyvölgyi Széll Sámuel református lelkész és nagybesenyői Bessenyey Anna fia. Tanulmányait szülőhelyén, majd a pesti egyetemen és a nagyváradi jogakadémián végezte. Itt Teleszky István ügyvédi irodájában volt gyakorlaton. Az ügyvédi oklevelet 1868 márciusában szerezte meg s egy évig Makón ügyvédkedett. 1867-ben Csanád vármegyénél tiszteletbeli aljegyző, 1869-ben első aljegyző, 1870-ben főjegyző lett és e hivatalát 1876-ig viselte. Ekkor ügyvédi irodát nyitott Makón, azonban folytatta a közigazgatás minden ágában működését, a megyénél folytonosan tagja volt a közigazgatási bizottságnak, az állandó választmánynak alelnöke. Makó városánál az iskolaszéknek közel 20 évig elnöke volt; a református egyháznál presbiteri, egyházmegyei, főjegyzői, tanácsadói és egyházkerületi képviselői tisztet viselt. Az aradi és csanádi egyesült vasutak kezdeményezésében és létesítésében részt vett és annak jogtanácsosa volt. A képviselőháznak 1887-ban lett először tagja, azután a nagylaki (Csanád megye) kerületet mint szabadelvűpárti képviselte 1892-ig. Ekkor szegedi királyi közjegyzőnek nevezték ki.
Költeményeket írt az 1860-as évek elején a Vasárnapi Ujságba, a Hölgyfutárba (1864. II. 14., 21. sz.); cikke a Balaton-Füredi Naplóban (1861. 16. sz. Emlékbeszéd Petőfi Sándor felett Marosvásárhelyt); Országgyűlési beszédei a Naplókban vannak.
Alapította és szerkesztette Csanád megyében az első hírlapot, a Maros című hetenként kétszer megjelent politikai lapot) 1870. október 2-tól 1872 végéig és 1878-tól ismét Makón.

## Házassága és leszármazottjai
1870. szeptember 30.-án feleségül vette Gyenes Máriát (1847-1924), Gyenes István (1815-1884) és Miller Terézia lányát. A házasságukból született:
- Széll Erzsébet (1880 - † ?)
- Széll Ákos (1883 - 1935)